# Mark Caljouw
Mark Caljouw (Rijswijk, 25 januari 1995) is een Nederlands badmintonner.
Caljouw won in 2013 een zilveren medaille op het Europees jeugdkampioenschap. In 2017, 2018, 2019, 2020 en 2022 werd hij Nederlands kampioen. Caljouw won in 2018 het Orleans Masters, onderdeel van de BWF Word Tour. Hij was in 2018 ook verliezend finalist bij de US Open, een BWF World Tour Super 300 evenement. In 2019 won hij de Austrian Open International Challenge in Wenen, Oostenrijk en de Kharkiv International Challenge in Oekraïne. In 2020 was hij verliezend finalist bij de SaarlorLux Open in Saarbrücken, Duitsland, een BWF World Tour Super 100 toernooi.
Hij nam deel aan de Wereldkampioenschappen badminton 2017 (ronde 2) en de Europese kampioenschappen badminton 2018 (ronde 3).
Mark Caljouw was de eerste Nederlander die mee heeft gedaan aan de Premier Badminton League in India. Mark Caljouw behaalde tot velen verrassing in maart 2021 de halve finale bij de All England Open in Birmingham, Engeland, een BWF World Tour Super 1000 evenement van de hoogste gradatie van de BWF World Tour. Caljouw behaalde de kwartfinale bij de Europese kampioenschappen badminton 2021 in Kiev, Oekraïne. Caljouw nam deel aan de Olympische Zomerspelen 2020 in juli 2021 te Tokio, Japan en behaalde na groepswinst de achtste finales, waar hij zijn meerdere moest erkennen in Kevin Cordon uit Guatemala.
Caljouw behaalde de kwart finales van de Wereldkampioenschappen badminton 2021 op het onderdeel heren enkel in Huelva, Spanje.

## Erelijst
2013

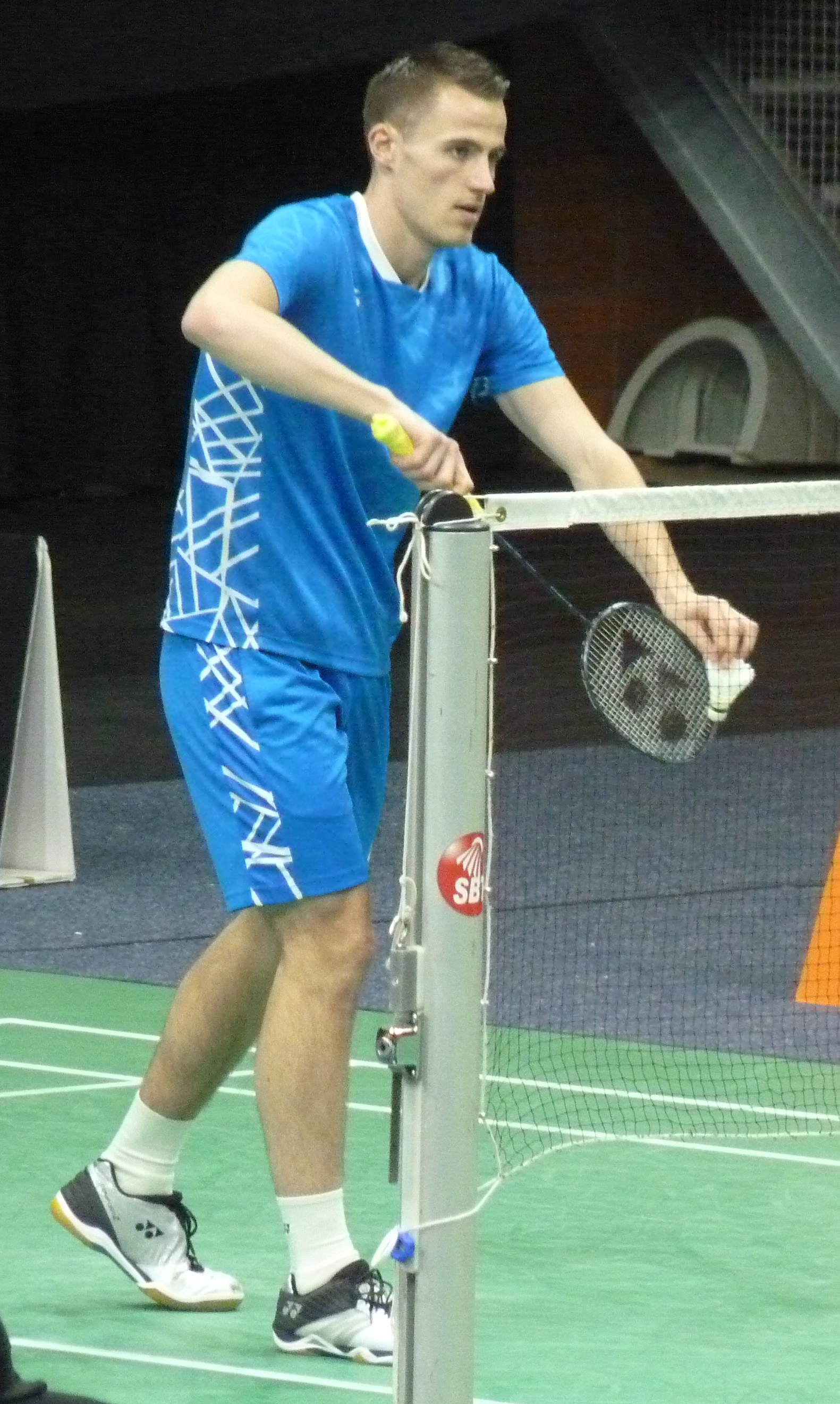
Mark Caljouw (NED)

- Semi-kampioen Europees jeugdkampioenschap jongens enkel
- 2e plaats Norwegian International  (Series) heren enkel

2014
- Halve finale Hungarian International (Series) heren enkel
- Halve finale Hellas International (Series) heren dubbel met Justin Teeuwen
- Halve finale Dutch Junior (Junior Challenge) jongens enkel

2015
- Halve finale Estonian International (Series) heren enkel
- Halve finale Portugal International (Series) heren enkel
- Halve finale Romanian International (Series) heren enkel

2016
- Nederlands semi-kampioen heren enkel
- Halve finale Dutch International (Series) heren enkel

2017
- Nederlands kampioen heren enkel
- Winnaar Orleans International (Challenge) heren enkel
- Kwart finale Europees Kampioenschap heren enkel
- Halve finale Dutch Open (Grand Prix) heren enkel
- Halve finale Bitburger Open (Grand Prix Gold) heren enkel
- Halve finale Scottish Open (Grand Prix) heren enkel

2018
- Nederlands kampioen heren enkel
- Winnaar Orleans Masters (BWF Super 100) heren enkel
- 2e plaats US Open (BWF Super 300) heren enkel
- Halve finale Dutch Open (BWF Super 100) heren enkel
- Halve finale Scottish Open (BWF Super 100) heren enkel

2019
- Nederlands kampioen heren enkel
- Winnaar Austrian Open (Challenge) heren enkel
- Halve finale Orleans Masters (BWF Super 100) heren enkel
- Halve finale Brazil International (Challenge) heren enkel
- Kwart finale Europese Spelen 2019 heren enkel
- Winnaar Kharkiv International (Challenge) heren enkel
- 3e plaats Europese Kampioenschappen Mixed Teams

2020
- Nederlands kampioen heren enkel
- 2e plaats Europese Kampioenschappen Heren Teams
- 2e plaats SaarLorLux Open (BWF Super 100) heren enkel

2021
- Halve finale All England (BWF Super 1000) heren enkel
- Kwart finale Europese kampioenschappen badminton 2021 heren enkel
- Achtste finale Olympische Zomerspelen 2020
- Kwart finale Wereldkampioenschappen badminton 2021 heren enkel

2022
- Nederlands kampioen heren enkel